# Avenue de l'Observatoire (Uccle)
Pour les articles homonymes, voir Avenue de l'Observatoire.
Ne doit pas être confondu avec Avenue de l'Observatoire (Liège).
L'avenue de l'Observatoire (en néerlandais: Sterrewachtlaan) est une voie bruxelloise de la commune d'Uccle

## Situation et accès
Cette avenue relie le carrefour de la chaussée de Waterloo et l'avenue de Fré jusqu'à l'avenue Circulaire qui abrite l'observatoire royal de Belgique.

## Bâtiments remarquables et lieux de mémoire

### Ambassades et consulats
- Bénin
- Israël